# Woody Harrelson
Woody Harrelson (Midland (Teksas), 23. srpnja 1961.) američki je glumac s nominacijama za Oscara za najboljeg glavnog i sporednog glumca, devet nominacija za nagradu Emmy i jednu osvojenu.

## Životopis
Harrelson je rođen u Teksasu, ima dva brata, otac mu je umro u zatvoru.

## Karijera
Karijeru je započeo glumeći na televiziji u humorističnoj seriji Kafić Uzdravlje 1985. godine Glumio je barmena Woodyja Boyda osam godina, od 1985. do 1993. godine. Za ovu ulogu dobio je pet nominacija za nagradu Emmy i jednom ju je osvojio - 1989. godine.
Prvi zapaženi film su mu "Veliki hakleri" iz 1992. godine, u kome glumi uz zvijezdu akcijskih filmova Wesleyja Snipesa i Rosie Perez. Godinu kasnije (1993.) dolazi "Nemoralna ponuda", veliki svjetski hit sa zaradom od 266 milijuna dolara, gdje su prave zvijezde Robert Redford i Demi Moore.
Godinu poslije (1994.) dolazi kultni film "Rođeni ubojice" filmskih majstora: redatelj je Oliver Stone, autor priče po kojoj je napisan scenarij Quentin Tarantino.
Harelson je 2014. godine nastupio u prvoj sezoni visokobudžetne HBO-ove serije Pravi detektiv.

## Nepotpuna filmografija
- "Veliki hakleri" (White Men Can't Jump, 1992.)
- "Nemoralna ponuda" (Indecent Proposal, 1993.)
- "Rođeni ubojice" (Natural Born Killers, 1994.)
- "Narod protiv Larryja Flynta" (The People vs. Larry Flynt, 1996.)
- "Sedam psihopata" (Seven Psychopaths, 2012.)
- "Igre gladi" (The Hunger Games, 2012.)
- "Igre gladi: Plamen" (The Hunger Games: Catching Fire, 2013.)

## Vanjske poveznice
- Woody Harrelson u internetskoj bazi filmova IMDb-u (engl.)